# Димитър Ангелов (офицер)
Вижте пояснителната страница за други личности с името Димитър Ангелов.
Димитър Ангелов Ангелов е български офицер, флотилен адмирал (бригаден генерал).

## Биография
Роден на 3 май 1960 г. в Хасково.
Завършил средното си образование в МГ „Т.Велев“ – гр. Хасково.
През 1983 г. завършва като магистър Висшето военноморско училище „Никола Вапцаров“ със специалност радиотехнически средства (радиолокация), Гражданска специалност: Радиоинженер.
През 1998 г. завършва като Магистър по управление на оперативно-тактическите звена във ВМС – „Военноморска Академия адмирал Кузнецов“ в Санкт Петербург, Русия.
През 2002 г. завършва Курс „Мениджмънт на пристанищните дейности“ в Пърл Харбър, САЩ.
През 2006 г. завършва като Магистър по управление на оперативно-стратегическите формирования във Въоръжените сили – Факултет „Национална сигурност и отбрана“ във Военна академия „Георги Раковски“ – София.
Професионално развитие :
1983 – 1987 г – Началник на служба РТС и командир на БЧ – 4 на противолодъчен кораб (корвета) във военноморска база Бургас
1987 – 1992 г – Дивизионен специалист РТС в щаба на дивизион миночистачни кораби във военноморска база Бургас
1992 – 1998 г – Старши помощник началник по планирането в отдел „Бойна подготовка“ на щаба на Военноморски сили на България
1998 – 2000 г – Началник на щаба на дивизион миночистачни кораби във военноморска база Бургас
2000 – 2002 г – Командир на дивизион миночистачни кораби – във военноморска база Бургас
2002 – 2007 г – Заместник командир по Материално-техническо и медицинско осигуряване (МТМО) в щаба на военноморска база Бургас
2007 – Началник на щаба на военноморска база Бургас
15.11.2007 – 26.05.2011 г – Началник на Висшето военноморско училище „Никола Вапцаров“
На 28 април 2011 г. е назначен за началник на Военната академия „Г. С. Раковски“ и удостоен с висше военно звание комодор, двете считани от 27 май 2011 г.
На 28 април 2014 г. е освободен от длъжността началник на Военна академия „Георги Раковски“ и назначен на длъжността заместник-командир на Военноморските сили.
На 24 март 2015 г. е назначен бидейки заместник-командир на Военноморските сили, за временно изпълняващ задълженията на вакантната длъжност командир на Военноморските сили за срок до назначаването на титуляр, но не по-дълъг от една година, считано от 13 април 2015 г. - практически до 30 юни 2015 г
С указ № 120 от 7 юли 2015 г. комодор Димитър Ангелов е освободен от длъжността заместник-командир на Военноморските сили.
От 8 юли 2015 г. до 3 май 2018 г. е военен аташе на България в Москва.
Във връзка с преименуването на званието комодор във флотилен адмирал, с указ от 9 януари 2017 г. е удостоен с висше офицерско звание флотилен адмирал.
На 3 май 2018 г. е освободен от военна служба.
Следва да бъде снет от запаса на 3 май 2025 г

## Военни звания
- Лейтенант (1983)
- Комодор (28 април 2011), от 9 януари 2017 г. преименуван на флотилен адмирал